# Osservatorio astrofisico di Asiago
L'osservatorio astrofisico di Asiago è un osservatorio astronomico di proprietà dell'Università di Padova e gestito dal dipartimento di fisica e astronomia dell'Università patavina. All'atto dell'inaugurazione fu il più grande telescopio d'Europa.

## Localizzazione
L'osservatorio è ubicato sull'altopiano di Asiago in località Pennar, ad un'altitudine di circa 1050 m s.l.m. A 3,85 km in linea d'aria a sud-est dell'osservatorio si trova la stazione osservativa di Asiago Cima Ekar, di cui ospita i terminali di controllo.

## Storia
Fondato nel 1942, dal 2001 lo strumento è utilizzato anche per finalità didattiche e di orientamento universitario, il suo utilizzo è inoltre indirizzato come banco di prova per tecnologie ottiche avanzate necessarie al funzionamento dei futuri telescopi ottici da 50–100 m di diametro.

La struttura venne progettata dall'architetto Daniele Calabi negli anni trenta dello scorso secolo, in uno stile molto particolare.
Nonostante i suoi anni, questo osservatorio resta un polo scientifico molto importante e molto utilizzato sia per la quantità/qualità dei dati prodotti sia per il suo ruolo didattico e divulgativo.

## Caratteristiche
È costituito da due distinte cupole: la prima ospita il telescopio Galileo da 122 cm mentre la seconda ospitava un telescopio Schmidt da 67/92 cm (il telescopio venne traslato a cima Ekar nel 1991, sicché oggi la seconda cupola è vuota e viene utilizzata come sala didattica). Era presente anche uno Schmidt da 50/40, attivo dal 1958 al 1992. La struttura principale ospita anche il museo degli strumenti scientifici.
Il telescopio Galileo è stato recentemente oggetto di una significativa ristrutturazione che ha riguardato l'intero sistema ottico che lo compone e che ne ha aumentato le prestazioni e l'utilizzabilità. I principali interventi hanno riguardato la levigatura e illuminazione dello specchio primario, il potenziamento del controllo remoto di telescopio e cupola e la sostituzione dello specchio secondario. Quest'ultimo intervento ha cambiato la configurazione Cassegrain del telescopio da f/16 con 19130 mm di lunghezza focale in Cassegrain f/10 con una focale ridotta a 12000 mm.
Il Galileo è oggi usato esclusivamente come spettrografo non essendo dotato di camere adatte alle attività di imaging.

## Galleria d'immagini

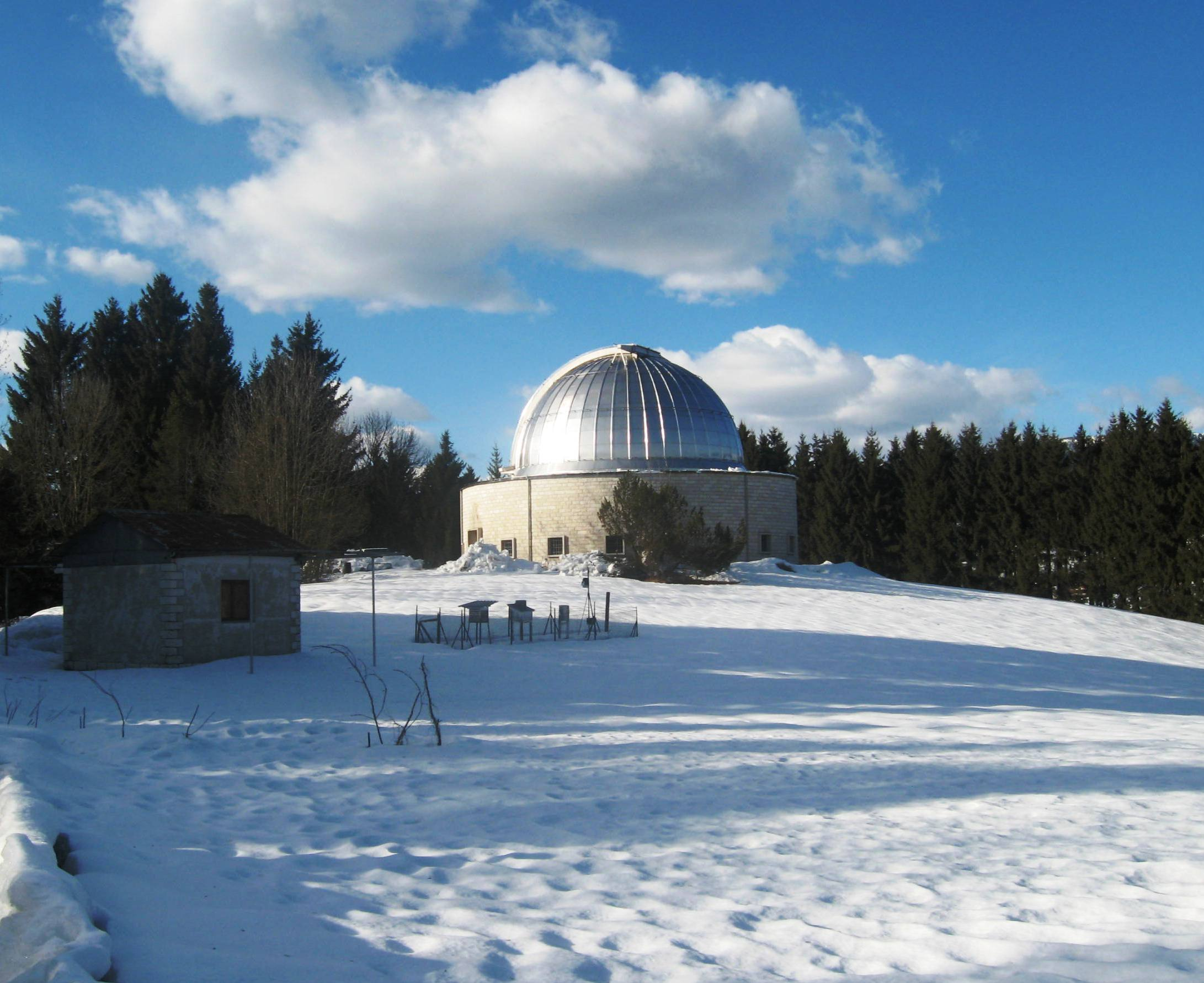
Una delle due cupole della sede di località Pennar
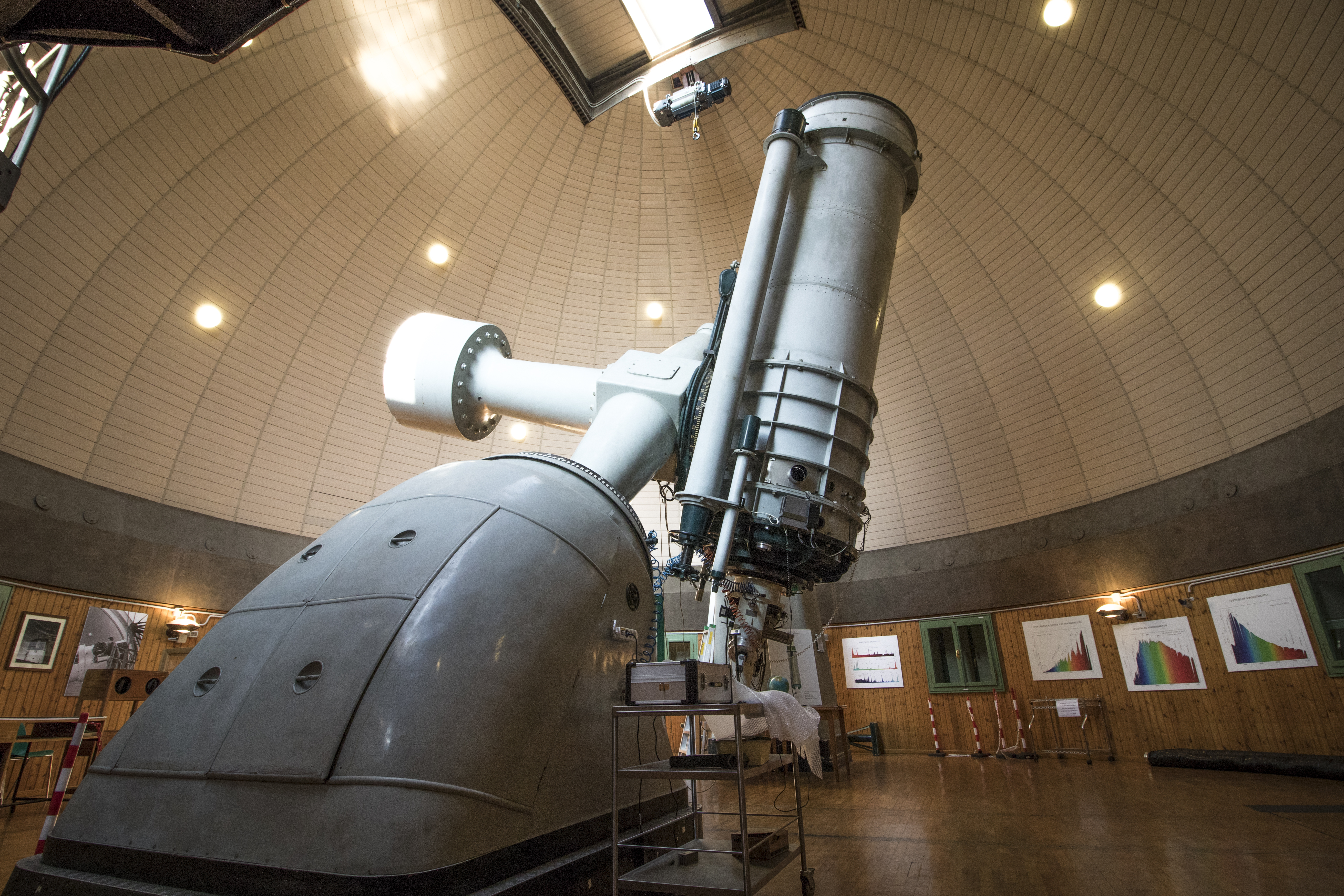
Telescopio Galileo
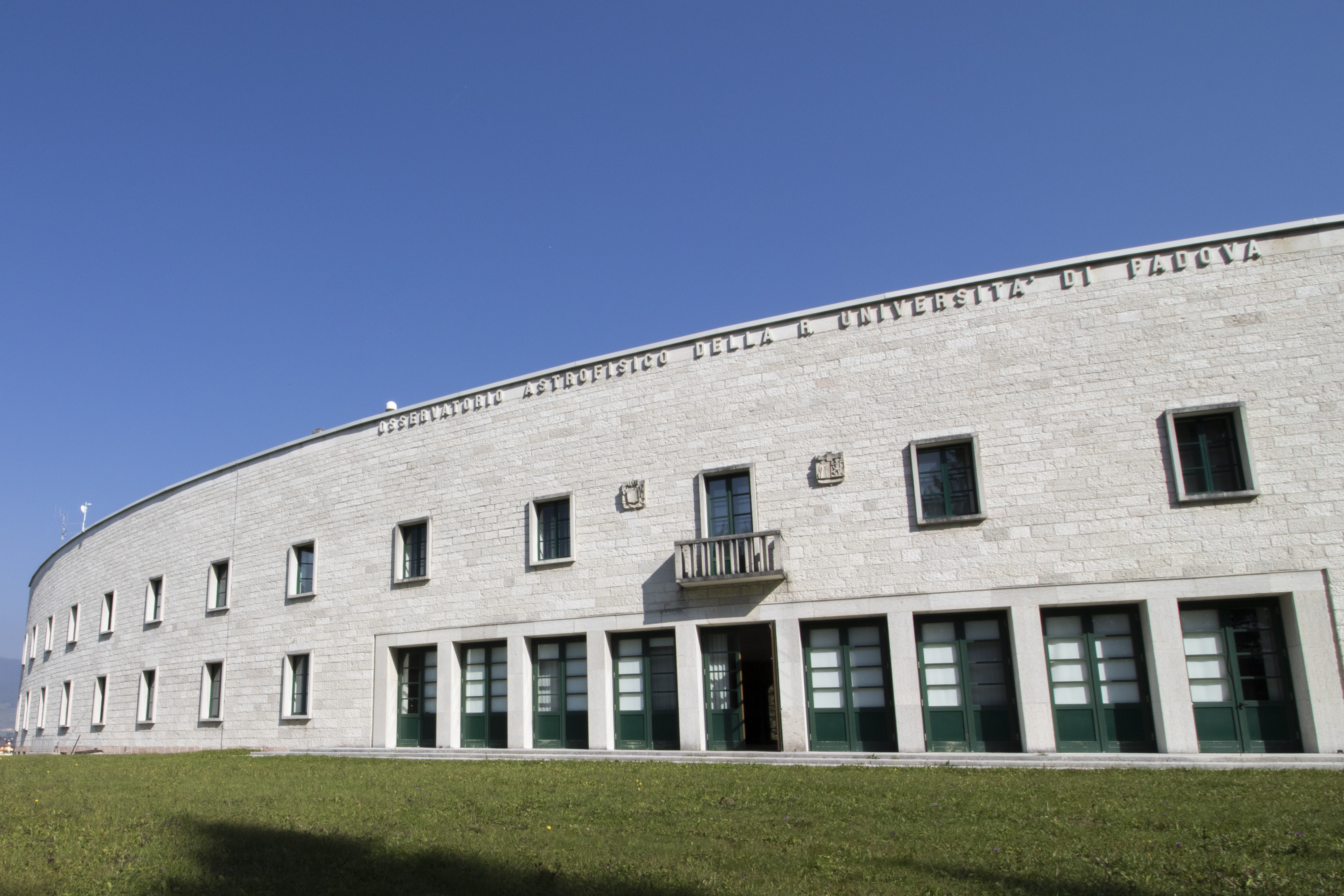
La foresteria che oggi ospita il Museo degli strumenti dell'astronomia
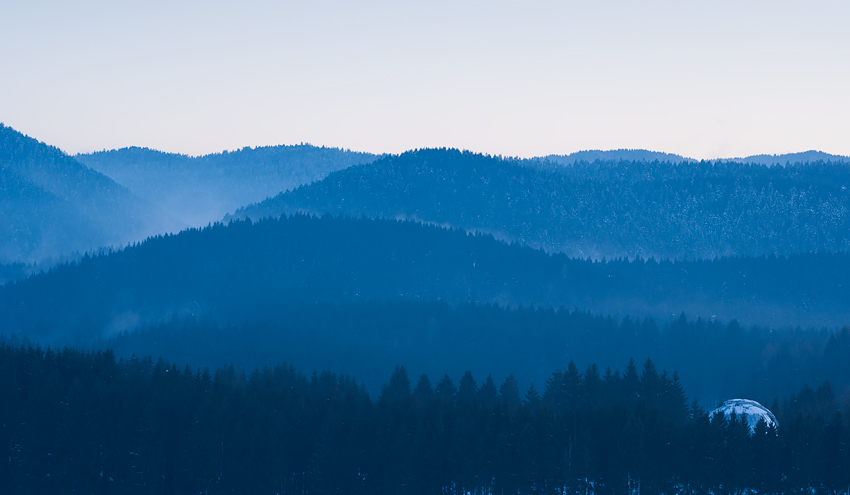
La cupola immersa nelle foreste dell'altopiano
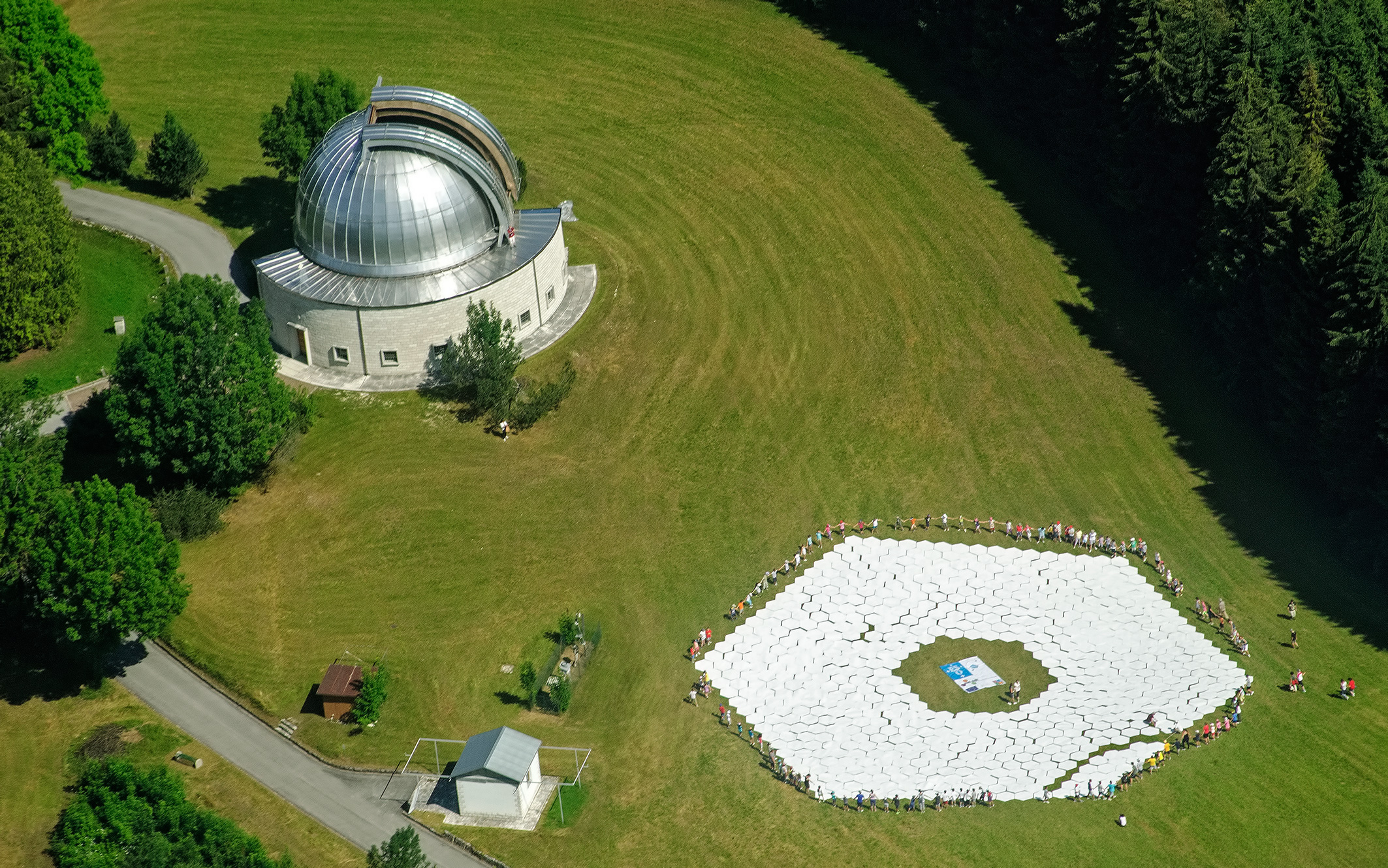
Dei bambini disegnano uno specchio E-ELT presso la sede dell'osservatorio
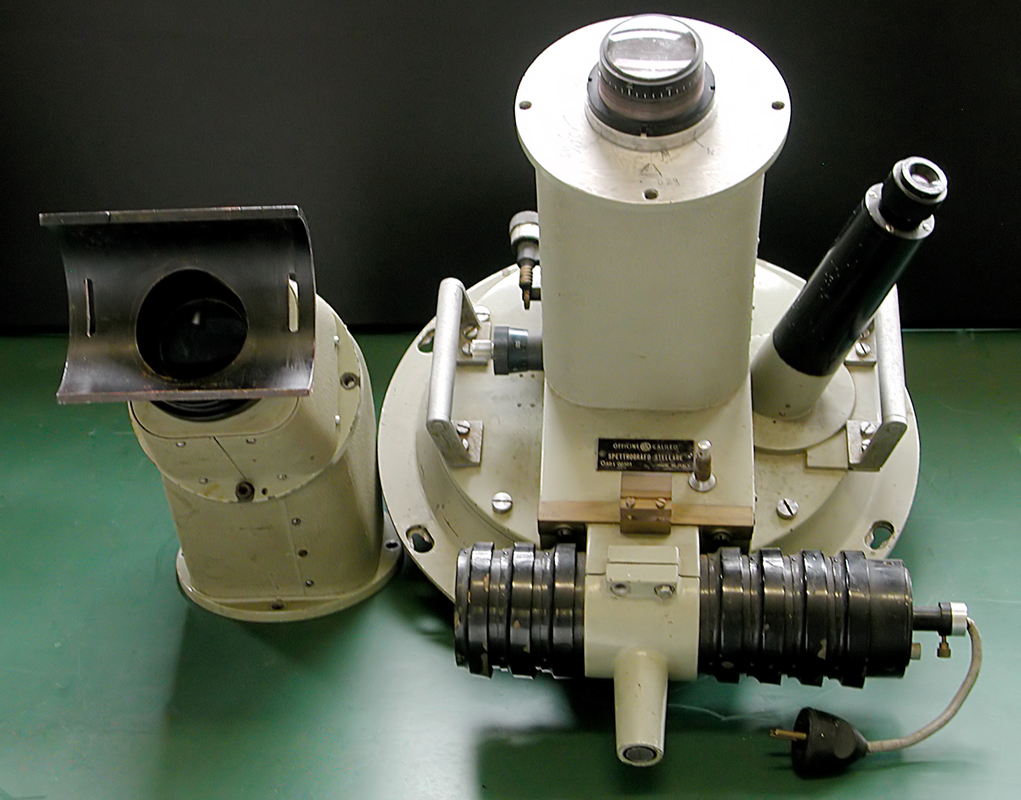
Spettrografo a prisma conservato nel museo dell'osservatorio
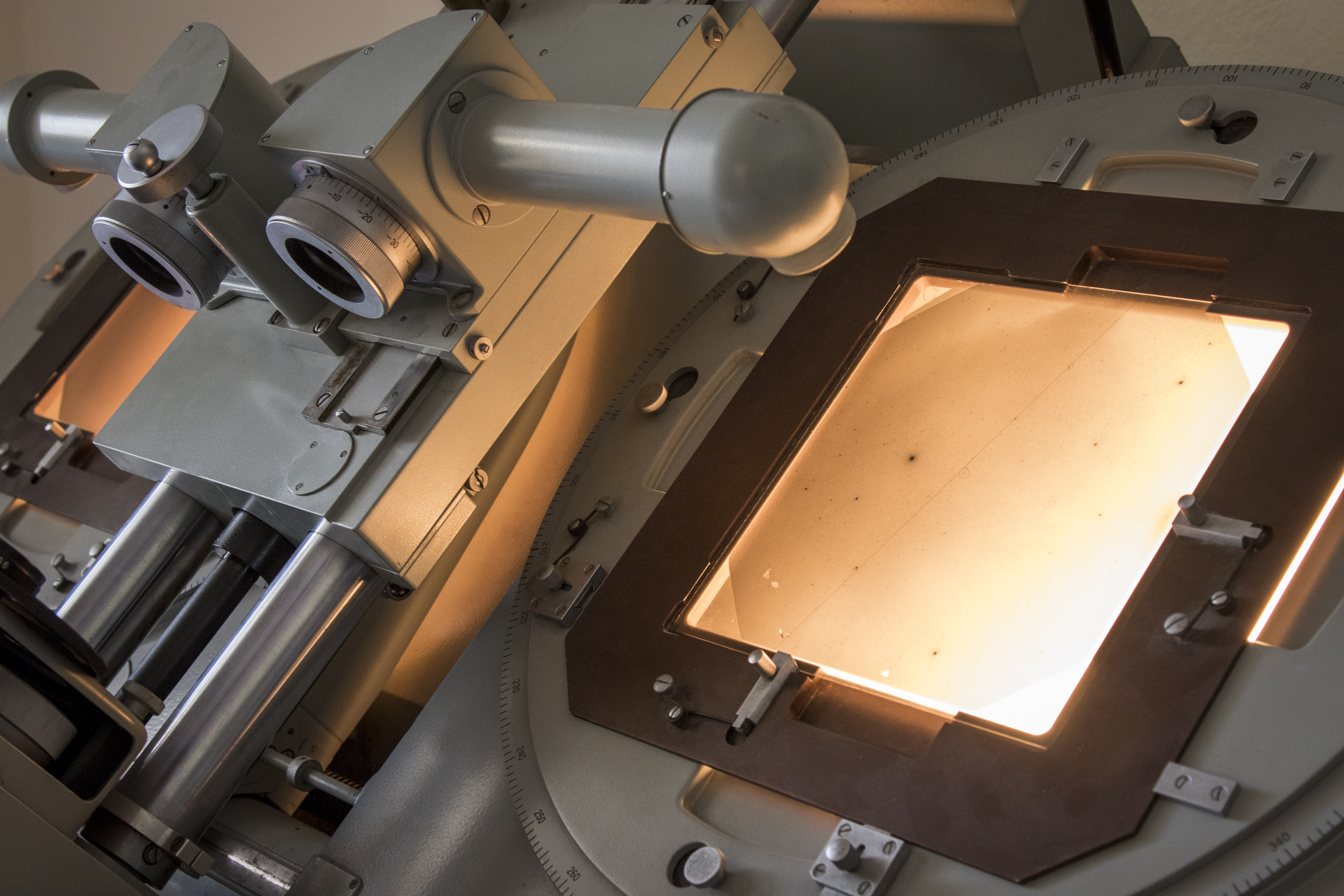
Comparatore di lastre fotografiche utilizzato in passato